# Buiksloterbreekbrug
Buiksloterbreekbrug (brug 908) is een bouwkundig kunstwerk in Amsterdam-Noord.
Deze brug annex viaduct is gelegen in de Kamperfoelieweg. Ze overspant daarbij een afwateringstocht en twee voet- en rijwielpad die daar parallel aan lopen (Buiksloterbreek en Barkpad). Oorspronkelijk lag ten oosten van de brug en de nog te verlengen Kamperfoelieweg een tijdelijke verbindingsweg tussen de Floraweg en het Koopvaardersplantsoen waardoor het mogelijk werd op 14 juni 1965 de toenmalige bus A (huidige bus 34) te verlengen van Floradorp naar de nieuwbouw in de Banne.
Na het gereed komen van de verlengde Kamperfoelieweg en het viaduct draagt deze bij aan gescheiden verkeersstromen in de buurt Banne Buiksloot, gemotoriseerd verkeer boven, langzaam verkeer onder. Ze verzorgt samen met de Schepenlaanbrug en brug 901 de kruising tussen Schepenlaan en Kamerfoelieweg. De Buiksloterbreekbrug is alleen toegankelijk voor gemotoriseerd verkeer inclusief openbaar vervoer en ligt in een dijklichaam. Naast bus 34 rijdt ook bus 36 over de brug en de haltes zijn bereikbaar met trappen naar het maaiveld.
De brug is een van de circa twintig bruggen die architect Sier van Rhijn voor de Dienst der Publieke Werken ontwierp. De bestektekeningen vermeldden daarbij zijn huis/kantooradres aan de Nicolaas Maesstraat 106. Het bouwwerk kreeg de kleuren grijsblauw en diepblauw mee, een combinatie die vaker werd gebruikt voor kunstwerken in Amsterdam-Noord. Van Rhijn schreef voorts reliëfs voor in het beton van de wanden; reliëfs die later opgefleurd werden door kleine speelse schilderingen van kinderen uit de buurt. De wanden werden ook voorzien van muurschilderingen tegen graffiti, maar werden net zo snel weer overgeklad. De brug heeft forse stalen leuningen. Verder vertoont ze gelijkenis met de Schepenlaanbrug (brug 907) van dezelfde architect en uit hetzelfde jaar. De brug werd gebouwd in een pakket van brugnummers 901 tot en met 909, waarbij de nummers 902 (een later weer afgebroken kunstwerk in de Baron de Coubertinlaan) en 903 (een nooit gebouwde brug ter hoogte van de Karveelstraat) ontbreken.
De brug ging tot december 2018 naamloos door het leven. De gemeenteraad liet de brug toen vernoemen naar de onderliggende straat Buiksloterbreek, op haar beurt vernoemd naar het gelijknamige meertje ten westen van de brug, waar ook de gehele buurt naar is vernoemd.

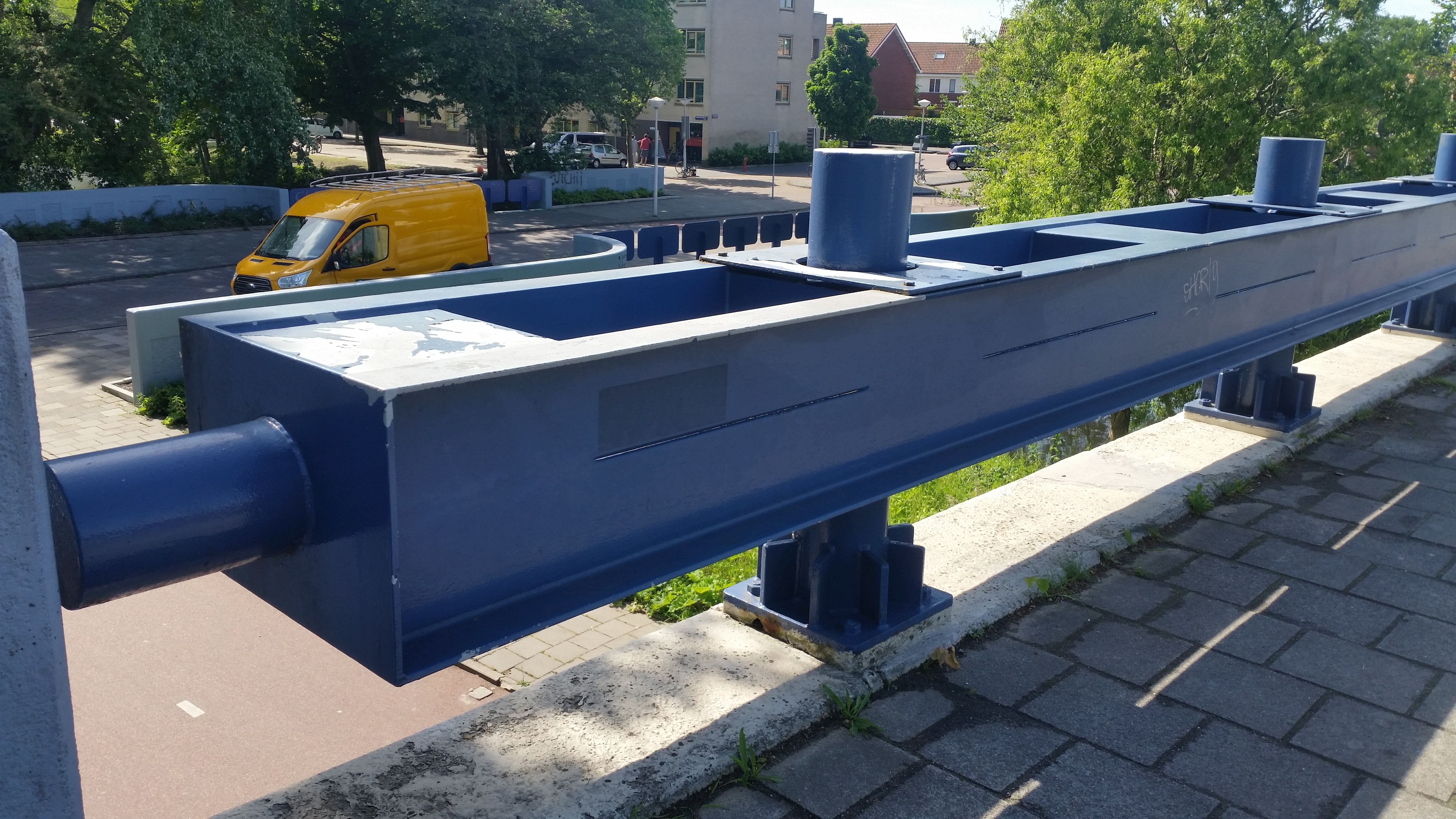
Leuning van brug 908, brug 901 op achtergrond (mei 2019)
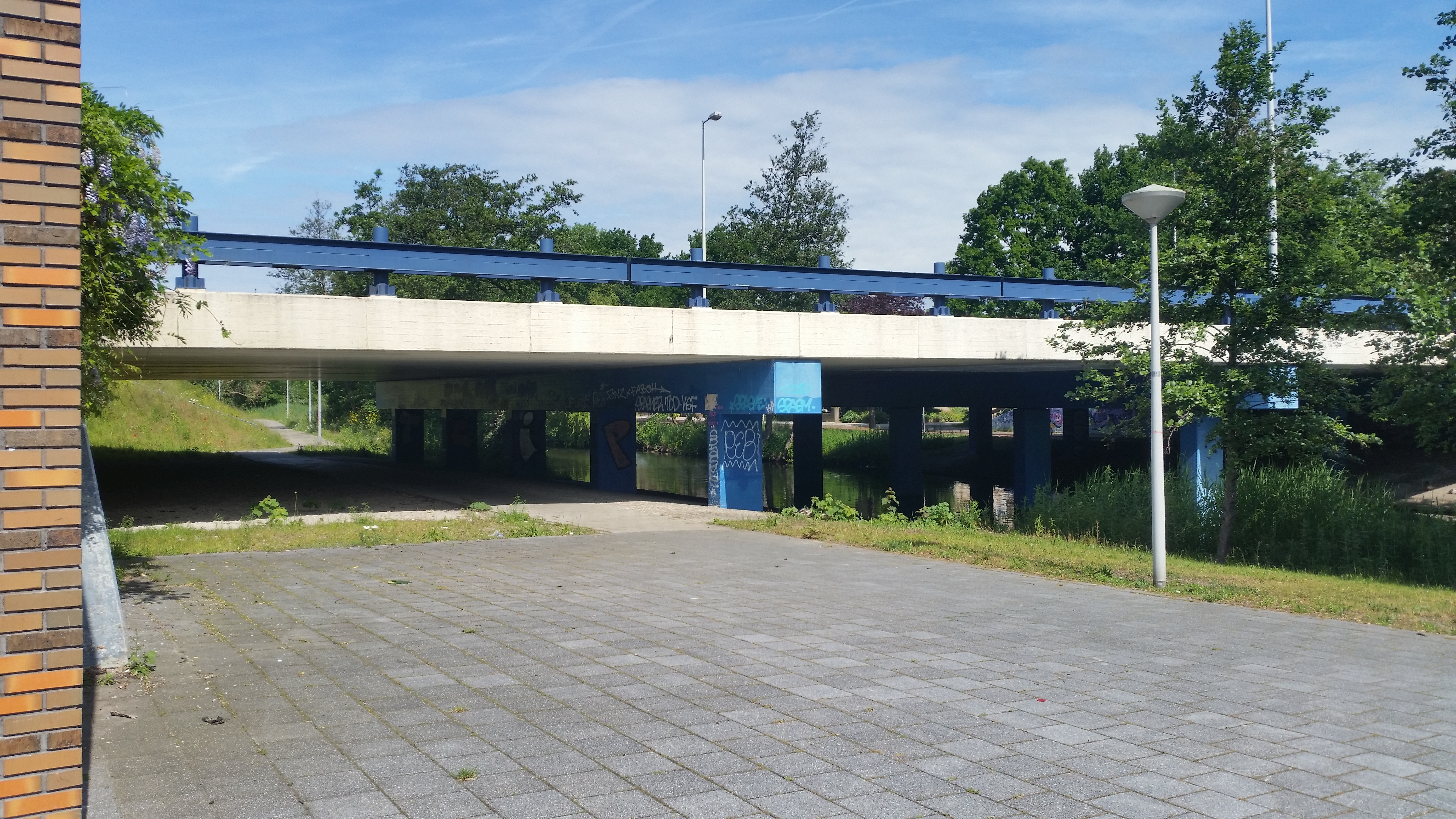
Buiksloterbreekbrug over pad Buiksloterbreek (mei 2019)

<<< · 900 · 901 · 904 · 905 · 906 · 907 · 908 · 909 · 912 · 913 · 914 · 915 · 916 · 917 · 918 · 919 · 920 · 923 · 924 · 930 · 932 · 933 · 934 · 935 · 936 · 937 · 939 · 943 · 944 · 945 · 946 · 947 · 948 · 949 · 950 · 951 · 952 · 953 · 954 · 956 · 957 · 958 · 959 · 960 · 961 · 962 · 963 · 964 · 965 · 966 · 967 · 968 · 970 · 971 · 972 · 973 · 974 · 975 · 978 · 979 ·  980 · 981 · 984 · 985 · 986 · 987 · 988 · 989 · 990 · 991 · 992 · 993 · 994 · 995 · 996 · 997 · 998 · 999 · >>>
Brugnummers  902, 903, 910, 911, 920, 921, 922, 925, 926, 927, 928, 929, 931, 937, 938, 940, 941, 942, 955, 969, 976, 977, 982, 983 zijn niet (meer) vergeven.